# تپه وزنه
تپه وزنه مربوط به هزاره اول قبل از میلاد است و در شهرستان نقده، بخش مرکزی، روستای وزنه واقع شده و این اثر در تاریخ ۷ مهر ۱۳۸۱ با شمارهٔ ثبت ۶۲۳۲ به‌عنوان یکی از آثار ملی ایران به ثبت رسیده است.